# NGC 6238
NGC 6238 (również PGC 58980 lub UGC 10563) – galaktyka spiralna (Sc/P), znajdująca się w gwiazdozbiorze Smoka. Odkrył ją Lewis A. Swift 28 czerwca 1886 roku.